# Ligue européenne féminine de volley-ball 2014
Navigation
2013 2015
La sixième Ligue européenne féminine de volley-ball se déroule du 6 juin au  19 juillet 2014. Étant donné qu'aucune nation ne s'est portée candidate pour l'organisation de la phase finale, la finale aura lieu en matchs aller/retour. L'équipe vainqueure de la compétition est directement qualifiée pour le Grand Prix mondial de volley-ball 2015.

## Équipes participantes
- Allemagne
- Azerbaïdjan
- Bulgarie
- Espagne
- Grèce
- Pologne
- Slovénie
- Turquie

## Tour préliminaire

### Composition des groupes
| Poule A                               | Poule B                         |
| ------------------------------------- | ------------------------------- |
| Turquie Bulgarie Azerbaïdjan Slovénie | Allemagne Pologne Espagne Grèce |

### Poule A
| # | Équipe      | Pts | J  | G | Gt | Pt | P | Sp | Sc | Ratio | Pp   | Pc   | Ratio |
| 1 | Turquie     | 27  | 12 | 9 | 0  | 0  | 3 | 29 | 12 | 2.417 | 949  | 848  | 1.119 |
| 2 | Azerbaïdjan | 16  | 12 | 4 | 1  | 2  | 5 | 21 | 25 | 0.84  | 951  | 987  | 0.964 |
| 3 | Bulgarie    | 15  | 12 | 4 | 0  | 3  | 5 | 20 | 27 | 0.741 | 1002 | 1020 | 0.982 |
| 4 | Slovénie    | 14  | 12 | 2 | 4  | 0  | 6 | 21 | 27 | 0.778 | 1011 | 1058 | 0.956 |

### Poule B
| # | Équipe    | Pts | J  | G | Gt | Pt | P | Sp | Sc | Ratio | Pp  | Pc   | Ratio |
| 1 | Allemagne | 26  | 12 | 8 | 1  | 0  | 3 | 30 | 11 | 2.727 | 967 | 826  | 1.171 |
| 2 | Pologne   | 20  | 12 | 6 | 1  | 0  | 5 | 22 | 21 | 1.048 | 979 | 919  | 1.065 |
| 3 | Espagne   | 16  | 12 | 5 | 0  | 1  | 6 | 20 | 25 | 0.8   | 934 | 1027 | 0.909 |
| 4 | Grèce     | 10  | 12 | 3 | 0  | 1  | 8 | 14 | 29 | 0.483 | 900 | 1008 | 0.893 |

## Phase finale
La phase finale consiste uniquement en une finale aller/retour étant donné la densité du calendrier international.

## Classement final
| Place              | Équipe      |
| ------------------ | ----------- |
| Médaille d'or      | Turquie     |
| Médaille d'argent  | Allemagne   |
| Médaille de bronze | Pologne     |
| 4                  | Azerbaïdjan |
| 5                  | Espagne     |
| 6                  | Bulgarie    |
| 7                  | Slovénie    |
| 8                  | Grèce       |

| Meilleure joueuse        | Kübra Akman       |
| Meilleure marqueuse      | Eléni Kiósi       |
| Meilleure serveuse       | Marina Cvetanović |
| Meilleure réceptionneuse | Gizem Örge        |
| Meilleure bloqueuse      | Kübra Akman       |
| Meilleure attaquante     | Sara Hutinski     |
| Meilleure passeuse       | Mareen von Römer  |

- L'Azerbaïdjan est qualifié car la Turquie, l'Allemagne et la Pologne sont déjà qualifiées.